# Sandro De Palma
Sandro De Palma (Cicciano, 14 febbraio 1957) è un pianista italiano.
Considerato da Guido Zaccagnini “uno degli interpreti più interessanti del panorama europeo”.

## Biografia
Sandro De Palma si è formato alla scuola di Vincenzo Vitale e successivamente ha studiato con Nikita Magaloff e Alice Kezeradze-Pogorelich. Ha debuttato all'età di nove anni con un programma di musiche di Bach, Chopin e Schubert. A 19 anni ha vinto il primo premio al Concorso Internazionale “Alfredo Casella” di Napoli e due anni dopo si è aggiudicato il primo Premio della “Fondazione Bruce Hungerford” di New York.  La sua attività concertistica, nazionale e internazionale è molto ricca. Tra le tappe più significative della sua carriera da segnalare nel 1983 l'esecuzione integrale degli Studi di Chopin al Festival Internazionale “Arturo Benedetti Michelangeli” nelle sedi di Brescia e di Bergamo, nel 1998 il debutto alla Wigmore Hall di Londra con i 24 Preludi di Chopin.
Nel 2000 ha eseguito, su invito di Juri Temirkanov, il Concerto n. 1 di Franz Liszt con l'Orchestra filarmonica di San Pietroburgo. Nell'ottobre del 2001 ha realizzato la prima esecuzione con Andrea Bocelli e Ilia Kim e sotto la direzione di Donato Renzetti, “…malinconia, ninfa gentile” per canto, due pianoforti concertanti e orchestra d'archi di Azio Corghi, il quale successivamente ha dedicato a lui e a Kim la suite …Di bravura tratta da questa composizione. Di “…malinconia, ninfa gentile” è stata pubblicata, a cura della Presidenza del Senato d'Italia, la registrazione in disco. Sempre in prima esecuzione ha eseguito il Concerto per pianoforte e orchestra di Michele Dall'Ongaro al Teatro Bellini di Catania.
Ha suonato alla Filarmonica di Berlino eseguendo con il “Quartetto Amarcorde” il Quintetto di Franck e il Concerto n. 1 per pianoforte e tromba di Šostakovič con gli archi della famosa orchestra tedesca.
Ha partecipato alla “Folle journée” di Nantes (edizioni 2004, 2005, 2006), al Festival pianistico de “La Roque d'Anthéron”, al Festival Beethoven di Bonn e al Festival Chopin di Marienbad.
Nell'ottobre 2008 ha inaugurato il Festival Pianistico “Piano en Valois” e nel gennaio 2009 ha eseguito il Concerto in do maggiore di Antonio Salieri con l'Orchestra dell'Arena di Verona. Nell'aprile 2010 ha eseguito il Secondo concerto di Brahms al Musikverein di Vienna.
Nel luglio 2010 ha tenuto tre concerti all'Esposizione Universale di Shangaj e in ottobre gli è stato assegnato il Premio “Cimarosa” per la divulgazione delle Sonate dell'autore napoletano. Nell'ottobre 2012 ha effettuato una tournée in Cina per il Festival Piano aux Jacobins.
Oltre all'attività di solista, Sandro De Palma ha una particolare predilezione per la musica da camera. Ha eseguito tutte le Sonate per violino e pianoforte di Beethoven e tutta l'opera da camera di Brahms. Tra i violinisti con i quali ha suonato ricordiamo Boris Belkin, Domenico Nordio, Ilja Grubert, Pierre Hommage; tra i violoncellisti Luigi Piovano, Tatiana Vassilieva, tra gli strumentisti a fiato Vincenzo Mariozzi, Wenzel Fuchs, Giampiero Sobrino. Ha collaborato con gli archi e i fiati dei Berliner Philharmoniker, con il Quartetto Prazak, il Quartetto Ebène, il Quartetto Amarcorde.
La sua attività discografica, iniziata a sedici anni con un disco dedicato a Liszt è proseguita con la partecipazione alla prima registrazione mondiale del Gradus ad Parnassum di Muzio Clementi per la Fonit Cetra (20º Premio della Critica discografica Italiana), con incisioni dedicate a Brahms e a rare pagine pianistiche di Cilea.
Ha inoltre inciso alcune Sonate di Domenico Cimarosa e Domenico Scarlatti.
Da sempre nel mondo dell'arte musicale e teatrale, sia come concertista sia come manager, integra con equilibrio la sensibilità artistica con le capacità organizzative e gestionali e possiede una visione olistica delle problematiche più importanti afferenti alla direzione artistica di un teatro. Alla continua ricerca di “tesori sconosciuti” (vedi le programmazioni della 56ª e 57ª edizione del Festival di Spoleto, in cui ha proposto anche autori di rarissima esecuzione quali Decaux e Filtsch), nel corso della lunga carriera ha saputo bilanciare proposte di programmazione originali con le esigenze di coinvolgimento del pubblico.
Dal 1999 al 2010 è stato Direttore artistico prima dell'Associazione Musicale del Teatro Bellini di Napoli, poi del Festival Maggio della Musica di Napoli. Nel 2000 ha fondato l'Associazione Musicale Muzio Clementi, di cui è Presidente e Direttore artistico.